# オーリアンズ
オーリアンズ（Orleans）は、1972年にニューヨーク州ウッドストックで結成されたアメリカのポップ・ロック・バンド。1975年のアルバム『歌こそすべて (Let There Be Music)』、そこからシングル・カットされたヒット「ダンス・ウィズ・ミー (Dance With Me)」がとくに有名。

## 略歴
1972年2月、ギタリストで作曲家のジョン・ホール（John Hall、後にアメリカ合衆国下院議員）、ギタリストでシンガーのラリー・ホッペン、ドラマーのウェルズ・ケリーを中心に結成される。同年11月、ラリーの弟ランス・ホッペン、ドラマーのジェリー・マロッタが加入。
アメリカ北東部のクラブ、大学を地道にサーキットして後々のコアなファンを開拓、下積み当時にはボニー・レイット、トム・ウェイツ、ホール&オーツなど前途有望なアーティストと出会って刺激を受ける。
1973年、ABCレコードのダンヒル・レーベルからセルフタイトルのデビュー・アルバムをリリースしたが大した反響は得られず、続くセカンド・アルバム『ダンス・ウィズ・ミー (Orleans Ⅱ)』もアメリカ本国ではリリースされず、日本、ヨーロッパでのリリースに止まった。
アサイラム・レコードに移籍し、チャック・プロトキンのプロデュースで制作したサード・アルバム『歌こそすべて (Let There Be Music)』(1975年)を発表。前アルバムから再録された「ダンス・ウィズ・ミー」をシングル・カットすると、同年秋にビルボードの6位まで上昇する大ヒットとなり、一躍注目を浴びる。
続く1976年の4作目『夢のさまよい (Waking and Dreaming)』もビルボードの30位まで上昇し、シングル「スティル・ザ・ワン (Still the One)」はチャートの5位まで上る大ヒットとなった。この曲がチャートを駆け上がると同時期に、バンドはレーベル・メイトのジャクソン・ブラウンと大陸横断ツアーを行った。
本来はアーシーなR&Bやロックンロールに根差した音楽を志向していた彼らだが、これらのヒット曲のイメージにより、ボーカル・ハーモニーをサウンドの軸に据えたソフトロックの雄として認知され、メリサ・マンチェスターとのパッケージ・ツアーにも出た。しかし、本来の自分の志向と違う形での成功にストレスを感じたジョン・ホールは、ソロ活動を望んでグループを脱退した。
1979年、ホッペン兄弟とケリーはバンドを立て直し、新たにインフィニティ・レコードと契約。アルバム『友よ再び (Forever)』からシングル・カットした「友よ再び」(Love Takes Time)はチャートの11位を記録し、スティーヴン・スティルスや、シカゴとのツアーも盛況であった。
1984年のミートローフとのツアー中にウェルズ・ケリーが急死したことをきっかけに、ホッペン兄弟とジョン・ホールは再接近。1986年、ホールが復帰したオーリアンズは、MCAレコードの名プロデューサー、トニー・ブラウンのプロデュースによるアルバム『グロウン・アップ・チルドレン (Grown Up Children )』をリリース。
1991年には2枚組ライブCDを日本でリリース（本国アメリカでのリリースは1993年）、2回にわたる日本ツアー、ウッドストック 1994への出演、1995年の「キャント・ストップ・ロッキン・ツアー」への参加（共演はフリートウッド・マック、REOスピードワゴン、パット・ベネター）など、1990年代も精力的に活動した。
2006年にニューヨーク州から下院議員に選出されたジョン・ホールは、グループ活動に帯同できなくなり、任期中（2007年から2011年）はごく限られた機会にのみ登場するようになった。
2012年7月24日、ラリー・ホッペンが死去。死因は明らかになっていない。同年8月にバンドのウェブサイト上でその後の年内のスケジュールについて、ジョン・ホールが復帰して活動を続行することを発表。その後9月16日にウッドストックのベアズヴィル・シアターにて旧メンバーのボブ・レインバックも参加して追悼ライブが行われた。
ラリー・ホッペン死去後、ジョン・ホール（G，Vo）、ランス・ホッペン（B，Vo）、ホッペン兄弟の末弟レイン・ホッペン(Key)、ホール不在のオーリアンズで後任を務めていたデニス・"フライ"・アメロ(G，Vo)、長くエルトン・ジョンのサポートを務めたチャーリー・モーガン(Ds)の5人編成となった。
2018年にドラムのチャーリー・モーガンが脱退し、後任としてブレイディ・スペンサーが加入した。
2019年7月、ジョン・ホールが演奏活動からの引退を表明し、代わってランス・ホッペンとブレイディ・スペンサーのナッシュビルのミュージシャン仲間であったチップ・マーティン（Vo，G，B）が加入した。しかしその後、一時的なサバティカルであったとして引退を事実上撤回し、2020年よりバンドに復帰している。

## ディスコグラフィ

### スタジオ・アルバム
- 『オーリアンズ (ファースト・アルバム)』 - Orleans (1973年)
- 『ダンス・ウィズ・ミー』 - Orleans II (1974年) ※旧邦題『オルリンズ・セカンド』
- 『歌こそすべて』 - Let There Be Music (1975年)
- 『夢のさまよい』 - Waking and Dreaming (1976年)
- 『友よ再び』 - Forever (1979年)
- 『再会』 - Orleans (1980年)
- One of a Kind (1982年)
- 『グロウン・アップ・チルドレン』 - Grown Up Children (1986年)
- 『アイデア・オブ・ラヴ』 - Analog Men (1994年)
- 『ライド』 - Ride (1996年)
- Dancin' in the Moonlight (2005年)
- Obscurities (2008年)
- Work at Home with Orleans (2020年)
- New Star Shining (2021年)

### ライブ・アルバム
- 『オーリアンズ・ライヴ』 - Live (1991年)
- 『スティル・ザ・ワン・ライヴ』 - Still the One, Live (2002年)
- We're Still Having Fun (2007年)
- 『ライヴ・イン・ハーヴァード・スクウェア 1975』 -  '75 Live Harvard Square (2011年)

### コンピレーション・アルバム
- The ABC Collection (1976年)
- 『ビフォー・ザ・ダンス』 - Before the Dance (1978年)
- 『ベスト・オブ・オーリアンズ～ダンス・ウィズ・ミー』 - Dance With Me - The Best of Orleans (1997年)
- No More Than You Can Handle: A 40 Year Musical Journey (2013年)
- Playlist: The Very Best of Orleans  (2017年)

### チャート・インしたシングル
- "Let There Be Music" (1975年) ※全米ポップ・シングル 55位
- 「ダンス・ウィズ・ミー」 - "Dance With Me" (1975年) ※全米ポップ・シングル 6位、アダルト・コンテンポラリー 6位
- 「スティル・ザ・ワン」 - "Still the One" (1976年) ※全米ポップ・シングル 5位
- "Reach" (1977年) ※全米ポップ・シングル 51位
- 「ラヴ・テイクス・タイム」 - "Love Takes Time" (1979年) ※全米ポップ・シングル 11位